# Глінка (Островецький повіт)
Глінка (пол. Glinka) — село в Польщі, у гміні Цьмелюв Островецького повіту Свентокшиського воєводства.
Населення — 29 осіб (2011).
У 1975-1998 роках село належало до Тарнобжезького воєводства.

## Демографія
Демографічна структура на день 31 березня 2011 року:
|          | Загалом | Допрацездатний вік | Працездатний вік | Постпрацездатний вік |
| -------- | ------- | ------------------ | ---------------- | -------------------- |
| Чоловіки | 15      | 3                  | 7                | 5                    |
| Жінки    | 14      | 2                  | 5                | 7                    |
| Разом    | 29      | 5                  | 12               | 12                   |